# 岸派
岸派（きしは）は、岸駒を派祖とする江戸時代後期から明治時代の日本画の一派。
京都画壇に一大勢力を形成し、岸駒の長子岸岱、河村文鳳、横山華山、白井華陽など多くの画家を輩出した。

## 概要
初代岸駒
各流派を折衷し、表現性の高い写生画で知られた。
二代岸岱
岸駒の実子で岸派の絵画を発展させた。実子に、岸慶、岸礼、岸誠がいる。
三代岸連山
岸岱の弟子となり、後に岸駒の養子として京都の伝統画派四条派の画風を加味して癖の強い画風を変容させた。実子に岸九岳がいる。
四代岸竹堂
連山の弟子で後に連山の養子（娘婿）となる森寛斎、幸野楳嶺らと並ぶ明治草創期の近代京都画壇に重鎮となり、岸派の伝統である虎や鳥獣だけでなく、洋画の陰影や遠近法を取り入れ写実的な風景画なども描いた。しかし、岸派はこの竹堂をもって実質的な終焉を迎えた。